# Temporada da NHL de 1921–22
A temporada da NHL de 1921–22 foi a quinta temporada da National Hockey League (NHL). Quatro times jogaram 24 partidas cada. Nas primeiras quatro temporadas da NHL, o vencedor dos playoffs da liga enfrentaria o vencedor da Pacific Coast Hockey Association (PCHA) pela Copa Stanley. Houve uma mudança nesta temporada, com a criação de uma nova liga profissional de hóquei, chamada Western Canada Hockey League (WCHL). Agora, as três ligas brigavam pela Copa Stanley.

## Negócios da liga
Este foi o primeiro ano em que não houve o sistema de temporada dividida que ocorreu nos quatro primeiros anos da NHL. No antigo sistema, o vencedor de cada metade da temporada enfrentaria o outro nos playoffs. Se um mesmo time vencesse ambas as metades, não haveria necessidade de playoffs e aquele time simplesmente iria disputar as finais da Copa Stanley. No novo sistema, os dois melhores times ao fim da temporada se enfrentariam em uma série de dois jogos, em que o critério seria o número de gols marcados, pela chance de uma vaga nas finais da Copa Stanley.
Antes do início da temporada, a primeira troca múltipla de jogadores da história da NHL foi feita quando Billy Coutu e Sprague Cleghorn, do Hamilton Tigers, foram trocados para o Montreal Canadiens por Harry Mummery, Amos Arbour, e Cully Wilson.
O dono dos Canadiens, George Kennedy, nunca se recuperou da gripe espanhola contraída em 1919, e morreu em 19 de outubro de 1921, aos 39 anos. Sua viúva vendeu os Canadiens para uma unidade que seria conhecida de forma afetiva como os Três Mosqueteiros dos donos, Leo Dandurand, Louis Letourneau e Joseph Cattarinich. Dandurand tornou-se administrador e treinador, e imediatamente houve problemas entre ele e Newsy Lalonde. A um certo ponto, Dandurand acusou Lalonde de não se esforçar, e a torcida também começou a afugentar seu antigo herói. Finalmente, Lalonde saiu do time. O presidente da NHL, Frank Calder, mediou a disputa, e Lalonde retornou ao time. Todavia, seus dias em Montreal estavam contados.

## Temporada regular
Após uma temporada impressionante do Toronto St. Patricks, o goleiro do time, Jake Forbes, recusou-se a jogar por ter negado um aumento, e foi suspenso da temporada. John Ross Roach entrou em seu lugar no gol.
Punch Broadbent foi a estrela do ano, já que marcou em dezesseis jogos consecutivos (ele marcaria 32 gols ao longo da campanha), e liderou a artilharia da liga. Seu time, o Ottawa, também terminou em primeiro.
Em 1 de fevereiro, Sprague Cleghorn quase retirou o time de Ottawa de jogo sozinho. Ele cortou Eddie Gerard e Cy Denneny e machucou Frank Nighbor. Todos os três jogadores perderam duas partidas por causa das lesões, e Cleghorn teve uma punição de partida e uma multa de quinze dólares. A polícia de Ottawa tentou prendê-lo devido a sua conduta.

### Classificação final
|                      | PJ | V  | D  | E | Pts | GP  | GC  |
| -------------------- | -- | -- | -- | - | --- | --- | --- |
| Ottawa Senators      | 24 | 14 | 8  | 2 | 30  | 106 | 84  |
| Toronto St. Patricks | 24 | 13 | 10 | 1 | 27  | 98  | 97  |
| Montreal Canadiens   | 24 | 12 | 11 | 1 | 25  | 88  | 94  |
| Hamilton Tigers      | 24 | 7  | 17 | 0 | 14  | 88  | 105 |

Nota: PJ = Partidas Jogadas, V = Vitórias, D = Derrotas, E = Empates, Pts = Pontos, GP = Gols Pró, GC = Gols Contra

Times que se classificaram aos play-offs estão destacados em negrito.

### Artilheiros
J = Partidas jogadas, G = Gols, A = Assistências, Pts = Pontos, PEM = Penalizações em minutos
| Jogador          | Time                 | J  | G  | A  | Pts | PEM |
| ---------------- | -------------------- | -- | -- | -- | --- | --- |
| Punch Broadbent  | Ottawa Senators      | 24 | 32 | 14 | 46  | 24  |
| Cy Denneny       | Ottawa Senators      | 22 | 27 | 12 | 39  | 18  |
| Cecil Dye        | Toronto St. Patricks | 24 | 30 | 7  | 37  | 18  |
| Joe Malone       | Hamilton Tigers      | 24 | 25 | 7  | 32  | 2   |
| Harry Cameron    | Toronto St. Patricks | 24 | 19 | 8  | 27  | 18  |
| Corbett Denneny  | Toronto St. Patricks | 24 | 19 | 7  | 26  | 28  |
| Reg Noble        | Toronto St. Patricks | 24 | 17 | 8  | 25  | 10  |
| Odie Cleghorn    | Montreal Canadiens   | 23 | 21 | 3  | 24  | 26  |
| Sprague Cleghorn | Montreal Canadiens   | 24 | 17 | 7  | 24  | 63  |
| Leo Reise        | Hamilton Tigers      | 24 | 9  | 14 | 23  | 8   |

### Goleiros líderes
J = Partidas jogadas, V = Vitórias, D = Derrotas, E = Empates, TNG = Tempo no gelo (minutos), GC = Gols contra, MGC = Média de gols contra
| Jogador         | Time                 | J  | TNG | GC | MGC |
| --------------- | -------------------- | -- | --- | -- | --- |
| Ivan Mitchell   | Toronto St. Patricks | 2  | 6   | 0  | 3.0 |
| Clint Benedict  | Ottawa Senators      | 24 | 84  | 2  | 3.5 |
| Georges Vézina  | Montreal Canadiens   | 24 | 94  | 0  | 3.9 |
| John Ross Roach | Toronto St. Patricks | 22 | 91  | 0  | 4.1 |
| Howie Lockhart  | Hamilton Tigers      | 24 | 105 | 0  | 4.4 |

## Playoffs
Todas as datas em 1922
Começando na Western Canada Hockey League, os Calgary Tigers perderam para o Regina Capitals em uma partida para definir o segundo colocado. Os Capitals, então, derrotaram o Edmonton Eskimos na primeira série de campeonato daquela liga. Na Pacific Coast Hockey Association, mais uma vez o Vancouver Millionaires enfrentou o Seattle Metropolitans pelo campeonato. Os Mets tiveram o melhor desempenho da temporada regular, mas os Millionaires venceram ambos os jogos dos playoffs por 1 a 0. Os Millionaires tiveram, então, um confronto com os Capitals para ver quem enfrentaria o vencedor dos playoffs da NHL. O Vancouver derrotou o Regina na série de total de gols.

### Campeonato da NHL
O Ottawa Senators venceu a temporada regular da NHL, mas foi superado pelo segundo colocado, o Toronto St. Patricks, na série de total de gols que definiu a Copa O'Brien. Com isso, houve uma final da Copa Stanley entre Vancouver Millionaires e Toronto St. Patricks. Nessa série, os St. Pats usaram a estratégia de congelar o disco para defender sua liderança.
Toronto St. Patricks vs. Ottawa Senators
| Data     | Time                 | Placar | Time            | Plcar | Notas |
| -------- | -------------------- | ------ | --------------- | ----- | ----- |
| March 11 | Toronto St. Patricks | 5      | Ottawa Senators | 4     |       |
| March 13 | Toronto St. Patricks | 0      | Ottawa Senators | 0     |       |

O Toronto venceu a série por 5 gols a 4

### Finais da Copa Stanley
Vancouver Millionaires vs. Toronto St. Patricks
| Data     | Visitante              | Placar | Mandante               | Placar | Notas |
| -------- | ---------------------- | ------ | ---------------------- | ------ | ----- |
| March 17 | Vancouver Millionaires | 4      | Toronto St. Patricks   | 3      |       |
| March 20 | Toronto St. Patricks   | 2      | Vancouver Millionaires | 1      | (OT)  |
| March 23 | Vancouver Millionaires | 3      | Toronto St. Patricks   | 0      |       |
| March 25 | Toronto St. Patricks   | 6      | Vancouver Millionaires | 0      |       |
| March 28 | Toronto St. Patricks   | 5      | Vancouver Millionaires | 1      |       |

O Toronto venceu a série melhor-de-cinco por 3 a 2 e venceu a Copa Stanley

### Artilheiro dos playoffs da NHL
J = Partidas jogadas, G =Gols, A = Assistências, Pts = Pontos, 
| Jogador  | Time                 | J | G  | A | Pts |
| -------- | -------------------- | - | -- | - | --- |
| Babe Dye | Toronto St. Patricks | 7 | 11 | 1 | 12  |

## Prêmios da NHL
- Copa O'Brien — Toronto St. Patricks

## Estreias
Lista de jogadores importantes que jogaram seu primeiro jogo na NHL em 1921–22 (listados com seu primeiro time; asterisco marca estreia nos playoffs):
- Billy Boucher, Montreal Canadiens
- Frank Boucher, Ottawa Senators
- King Clancy, Ottawa Senators
- John Ross Roach, Toronto St. Patricks

## Últimos jogos
Lista de jogadores importantes que jogaram seu último jogo na NHL em 1921-22 (listados com seu último time):